# Chionaema gelida
Chionaema gelida là một loài bướm đêm thuộc phân họ Arctiinae, họ Erebidae.